# Natsagiin Bagabandi
Natsagiin Bagabandi (tiếng Mông Cổ: Нацагийн Багабанди; sinh 22 tháng 4 năm 1950) là chính trị gia người Mông Cổ và Giám đốc Oyu Tolgoi LLC.
Trước đó, ông là Tổng thống Mông Cổ từ năm 1997 đến năm 2005, và là đảng viên Đảng Nhân dân.
Ông trở thành chủ tịch viện lập pháp, Đại Khural Quốc gia, năm 1992 được 4 năm, sau đó chạy đua bầu cử Tổng thống năm 1997, và giành chiến thắng. Ông tái thắng cử năm 2001.
Vào cuộc bầu cử Tổng thống vào 22 tháng 5 năm 2005, Nambaryn Enkhbayar được bầu kế nhiệm Natsagiin Bagabandi với 53.4% số phiếu và nhậm chức vào tháng 6.